# Slovenské-Lodenice-Typ Ryn
Der Typ Ryn (auch Typ Rhein) ist ein Küstenmotorschiffstyp der slowakischen Werft Slovenské Lodenice in Komárno an der Donau.
Von dem Schiffstyp wurden sechs Einheiten für die Wessels Reederei in Haren (Ems) und drei Einheiten für Rohden Bereederung in Hamburg gebaut.

## Beschreibung
Der Antrieb der Schiffe erfolgt durch einen Deutz-MWM-Dieselmotor des Typs SBV 8 M/628 mit 1.500 kW Leistung. Der Motor wirkt über ein Untersetzungsgetriebe auf einen Festpropeller. Die Schiffe erreichen eine Geschwindigkeit von etwa 10,5 kn. Die Schiffe sind mit einem Bugstrahlruder mit 185 kW Leistung ausgerüstet.
Für die Stromerzeugung stehen drei MAN-Dieselgeneratoren (Typ: D 2866 E) zur Verfügung. Als Notgenerator wurde ein Deutz-Dieselgenerator (Typ: F6L 912 D) verbaut.
Die Decksaufbauten befindet sich im hinteren Bereich der Schiffe. Das Brückenhaus ist vom Deckshaus getrennt und hydraulisch höhenverstellbar. Die Masten sind klappbar. Die Schiffe sind so in der Lage, Brücken auf Flüssen und Kanälen zu unterqueren. Vor den Decksaufbauten befindet sich ein boxenförmiger Laderaum, der mit aus acht Segmenten bestehenden Faltlukendeckeln verschlossen wird, die hydraulisch bewegt werden können. Der Laderaum ist 56,66 Meter lang, 10,20 Meter breit und 8,13 Meter hoch. Die Kapazität beträgt 4.615 m³. Die Schiffe sind mit zwei Schotten ausgerüstet, mit denen der Laderaum unterteilt werden kann. Die Schotten können an elf Positionen errichtet werden. Werden sie nicht benötigt, können die Schotten am Ende des Laderaums aufgestellt werden. Die nutzbare Länge des Laderaums verringert sich dabei um etwa 1,50 m.
Die Tankdecke kann mit 15 t/m², die Lukendeckel mit 1,56 t/m² belastet werden.
Die Schiffe sind für den Transport von Containern ausgerüstet. Die Containerkapazität beträgt 176 TEU. 108 TEU finden im Raum, 68 TEU an Deck Platz, wobei das Gesamtgewicht eines aus 20-Fuß-Containern bestehenden Stapels 60 t und eines aus 40-Fuß-Containern bestehenden Stapels 90 t im Raum und 25 bzw. 30 t an Deck nicht überschreiten darf.
Der Rumpf der Schiffe ist eisverstärkt (Eisklasse „E“).

## Schiffe
| Typ Ryn      | Typ Ryn | Typ Ryn     | Typ Ryn                                          | Typ Ryn            | Typ Ryn                                                                            |
| Bauname      | Baunr.  | IMO- Nummer | Kiellegung Stapellauf Ablieferung                | Reederei           | Spätere Namen und Verbleib                                                         |
| ------------ | ------- | ----------- | ------------------------------------------------ | ------------------ | ---------------------------------------------------------------------------------- |
| Wittenbergen | 2902    | 9014676     | 17. April 1991 7. September 1991 Januar 1992     | Wessels Reederei   | 2019: Boha Wittenbergen                                                            |
| Clavigo      | 2903    | 9014688     | 27. Juni 1991 7. Januar 1992 8. April 1992       | Wessels Reederei   | Im Februar 2020 bei Tuzla auf Grund getrieben, aufgegeben und später verschrottet. |
| Nordstern    | 2914    | 9039092     | 17. Januar 1994 17. Mai 1994 1. September 1994   | Wessels Reederei   | 2017: C. Capella                                                                   |
| Priwall      |         | 9051208     | November 1992                                    | Wessels Reederei   | 2017: Riwal                                                                        |
| Rheinfels    |         | 9014664     | Dezember 1991                                    | Wessels Reederei   | 2016: Von Perle, 2020: Janine                                                      |
| Apollo       | 2932    | 9106936     | Dezember 1994                                    | Rohden Bereederung | 1995: Lys Clipper, 2006: Merle                                                     |
| Pur-Navolok  | 2937    | 9173513     | 2. Februar 1997 11. September 1997 Dezember 1997 | Wessels Reederei   | 2017: Rix Mistral                                                                  |